# Băng vệ sinh dạng ống

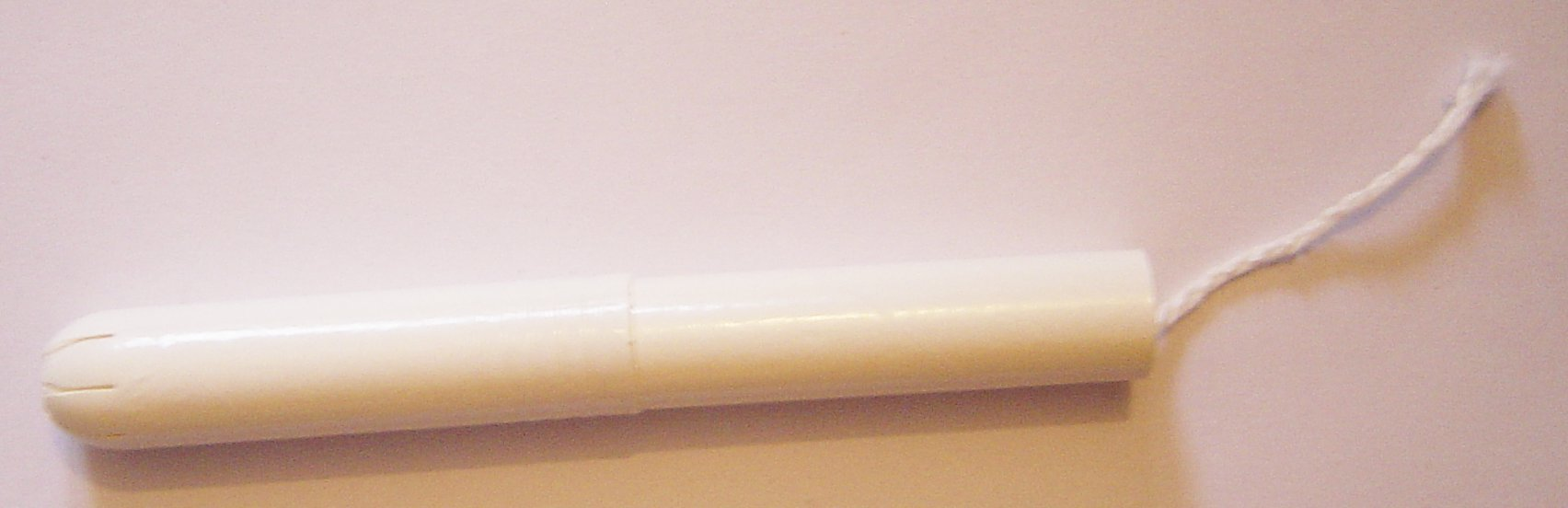
Băng vệ sinh dạng ống với thiết bị kèm

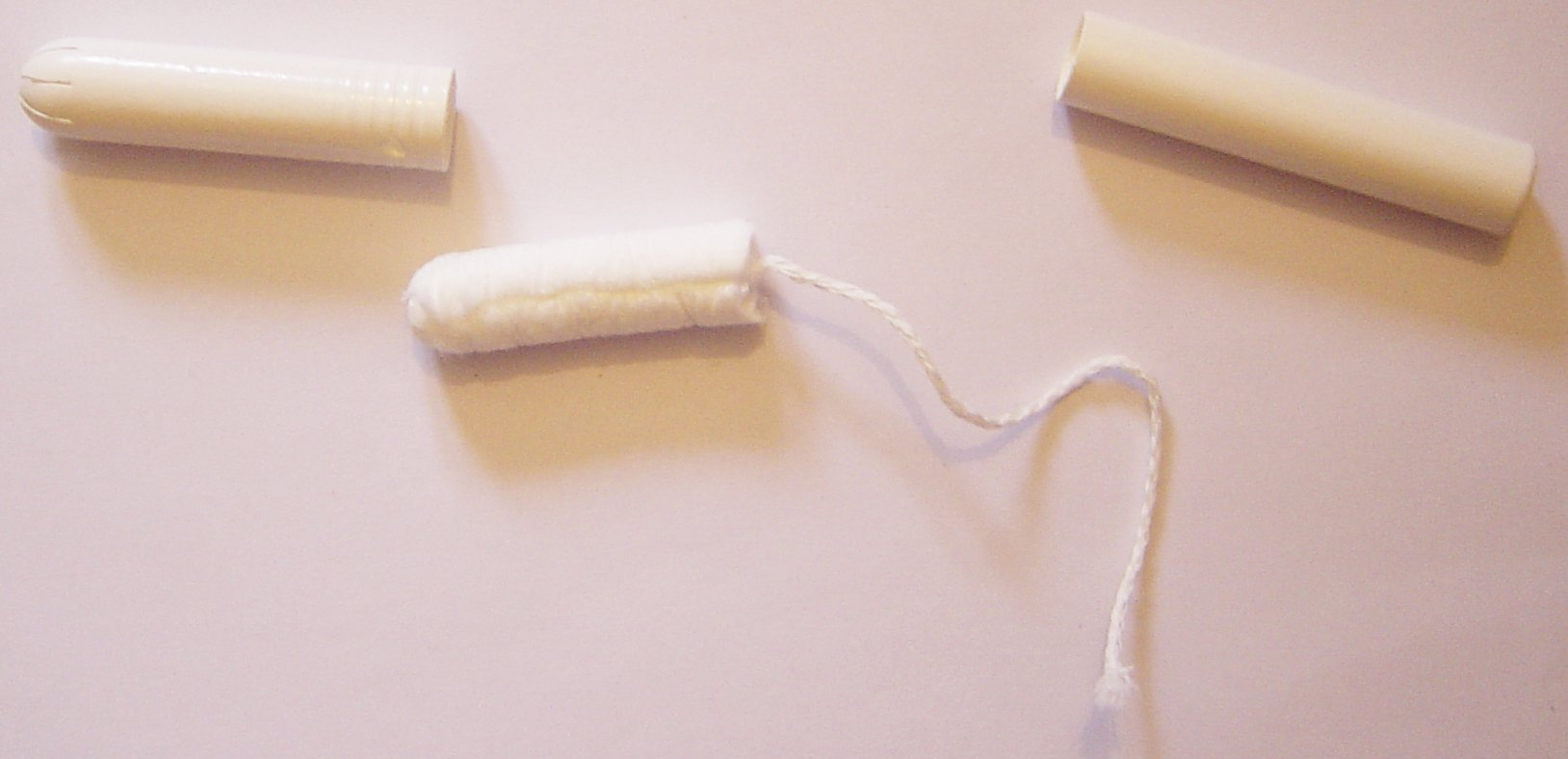
Các loại BVS dạng ống: bên trái: loại có kích thước rộng, giữa: BVS Cotton dạng ống với dây nối, bên phải: BVS dạng ống kích thước hẹp.

Băng vệ sinh dạng ống (tampon) là một loại băng vệ sinh có hình dạng ống, khác với băng vệ sinh dạng miếng và cúp kinh nguyệt. Bằng việc đặt băng vệ sinh dạng ống vào âm đạo trong thời kỳ kinh nguyệt, băng vệ sinh dạng ống sẽ thấm hút kinh nguyệt tương tự như băng vệ sinh dạng miếng.

## Ưu điểm
Băng vệ sinh này được ưa chuộng do có ưu điểm hơn băng vệ sinh dạng miếng là tạo cảm giác thoải mái, dễ chịu, không lo về tình trạng băng vệ sinh bị lệch khiến dịch lỏng thấm ra ngoài, người dùng có thể thực hiện các hoạt động mạnh như thể thao, bơi lội...

## Nhược điểm
Hội chứng sốc độc tố (TSS) là trường hợp xảy ra khi dùng băng vệ sinh dạng ống quá 8 tiếng, thường là qua đêm, khi đó vi khuẩn được sinh ra nhiều và gây ngộ độc trong cơ thể. Có hơn 60% trường hợp tử vong do độc tố vào độ tuổi từ 15-24 tuổi.
Những biến chứng khác có thể gặp khi sốc độc: rụng tóc, sẩy thai,....

## Thiết kế và đóng gói

Vị trí băng vệ sinh dạng ống trong âm đạo